# ニコラス郡 (ケンタッキー州)
ニコラス郡（英: Nicholas County）は、アメリカ合衆国ケンタッキー州の北部に位置する郡である。2010年国勢調査での人口は7,135人であり、2000年の6,813人から4.7%増加した。郡庁所在地はカーライル市（人口2,010人）であり、同郡で人口最大の都市でもある。ニコラス郡は1800年に設立され、郡名はケンタッキー州憲法の父ジョージ・ニコラスに因んで名付けられた。

## 地理
アメリカ合衆国国勢調査局に拠れば、郡域全面積は196.85平方マイル (509.8 km2)であり、このうち陸地196.61平方マイル (509.2 km2)、水域は0.24平方マイル (0.62 km2)で水域率は0.12%である。

### 隣接する郡
- ロバートソン郡 - 北
- フレミング郡 - 北東
- バス郡 - 南東
- バーボン郡 - 南西
- ハリソン郡 - 北西

## 人口動態
以下は2010年国勢調査による人口統計データである。
| 基礎データ - 人口: 7,135人 - 世帯数: 2,809 世帯 - 家族数: 1,956 家族 - 人口密度: 14人/km2（35人/mi2） - 住居数: 3,261軒 - 住居密度: 6軒/km2（16軒/mi2） 人種別人口構成 - 白人: 97.9% - アフリカン・アメリカン: 0.6% - ネイティブ・アメリカン: 0.1% - アジア人: 0.2% - その他の人種: 0.5% - 混血: 0.7% - ヒスパニック・ラテン系: 1.4% 年齢別人口構成 - 19歳以下: 26.4% - 20-24歳: 4.8% - 25-44歳: 25.5% - 45-64歳: 27.8% - 65歳以上: 15.6% - 年齢の中央値: 41歳 - 性比（女性100人あたり男性の人口） - 総人口: 93.7 - 18歳以上: 89.3 | 世帯と家族（対世帯数） - 18歳未満の子供がいる: 29.2% - 結婚・同居している夫婦: 52.6% - 未婚・離婚・死別女性が世帯主: 11.1% - 非家族世帯: 30.4% - 単身世帯: 25.6% - 65歳以上の老人1人暮らし: 11.3% - 平均構成人数 - 世帯: 2.51人 - 家族: 2.97人 収入と家計 - 収入の中央値 - 世帯: 40,259米ドル - 家族: 43,410米ドル - 人口1人あたり収入: 18,452米ドル - 貧困線以下 - 対人口: 13.2% - 対家族数: 9.7% - 18歳未満: 14.2% - 65歳以上: 16.8% |

## 都市と町
- カーライル - 郡庁所在地
- イーストユニオン
- ヘッドクォーターズ
- フックタウン
- ムーアフィールド
- マイアーズ

## 著名な出身者
- ダニエル・ブーン（1735年-1820年）、現在のウェストバージニア州カノーワ・バレーに住んだ後、1795年にニコラス郡に移ったとされる。1798年頃、リトルサンディ川河口、現在のグリーナップに移った。1799年には一族を率いてミズーリ州に向けて旅立った。ニコラス郡に住んだ時に、ヒンクストン・クリークのブラッシー支流沿い、現在のミラーズバーグ近くで、息子のダニエル・モーガン・ブーンが所有する小屋に住んでいたと考えられている[4]
- バーバラ・キングソルヴァー小説家、詩人、カーライル近くで育った